# Mycena aurantiomarginata
Vous lisez un « article de qualité » labellisé en 2017.
Mycène élégante, Mycène à arêtes orangées
Espèce
Synonymes
- Mycena marginatus (Schumach. 1803)
- Agaricus aurantiomarginatus (Fr. 1821)
- Agaricus schumacheri (Pers. 1828)
- Mycena elegans var. aurantiomarginata (Fr.) (Cejp 1930)

Mycena aurantiomarginata, en français la Mycène élégante ou Mycène à arêtes orangées, est une espèce de champignons de l'ordre des Agaricales et de la famille des Mycenaceae.
Décrite pour la première fois en 1803, elle a reçu son nom actuel en 1872. Elle se trouve dans la plus grande partie de l'Amérique du Nord et de l'Europe, ainsi que plus marginalement en Afrique du Nord, en Amérique centrale et au Japon. Elle est saprophile et pousse sur le sol de forêts conifères.
Le chapeau est en forme de cloche ou de cône et fait jusqu'à 2 cm de diamètre ; le stipe, doté de poils orange à la base, est fin et atteint parfois 6 cm de hauteur. Le champignon est nommé d'après ses lamelles caractéristiques au bord orange. Une autre caractéristique microscopique est la forme clavée des cystides, qui sont couvertes de nombreuses piques. La comestibilité du champignon n'a pas été déterminée. Ses signes distinctifs parmi les autres espèces du genre sont sa taille, sa couleur et son substrat.
Une publication de 2010 a rapporté l'existence et l'isolement d'un pigment du champignon : nommé « mycenaaurin A » en anglais, il est responsable de sa couleur et peut être impliqué dans une certaine action antibactérienne.

## Taxinomie

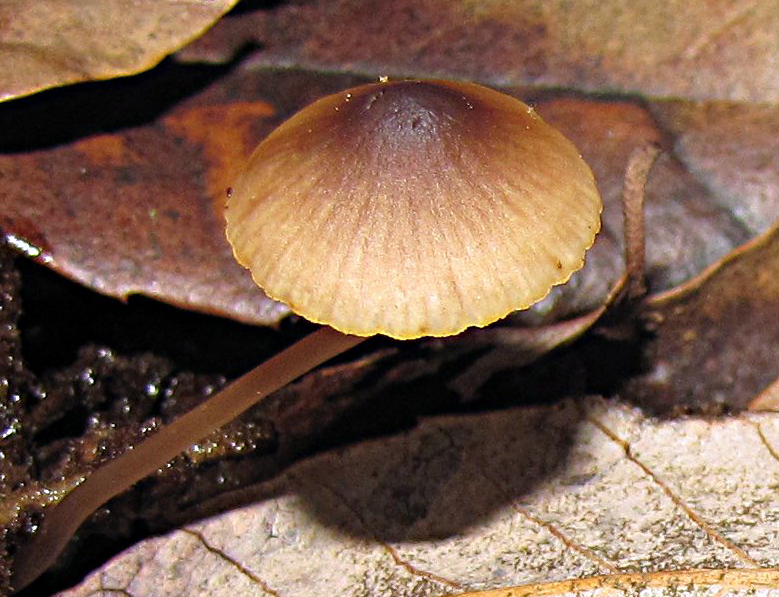
Spécimen dans le parc national de Redwood.

L'espèce, qui a été nommée à l'origine Agaricus marginatus par le naturaliste allemand Heinrich Christian Friedrich Schumacher en 1803, a plusieurs synonymes. En 1821, le mycologue suédois Elias Magnus Fries le renomme Agaricus aurantio-marginatus dans son ouvrage Systema Mycologicum, tandis que le Sud-Africain Christiaan Hendrik Persoon le nomme Agaricus schumacheri en 1828 ; bien que Schumacher ait le mérite de la publication la plus ancienne, le nom sanctionné du champignon est celui de Fries, ainsi le nom botanique qui lui avait été donné en 1821 prend-il la priorité dans la nomenclature. En 1872, le Français Lucien Quélet le transfère dans le genre Mycena. En 1930, le Tchèque Karel Cejp considéra qu'il s'agissait d'une variété de Mycena elegans.
Selon l'organisation d'Alexander Hanchett Smith du genre Mycena, M. aurantiomarginata est classé dans la section Calodontes et dans la sous-section Granulatae, qui comprend des espèces aux cheilocystides rugueuses comme M. rosella, M. flavescens, M. elegans ou M. strobilinoides. Dans son étude du genre datant de 1992, le mycologue néerlandais Rudolph Arnold Maas Geesteranus a placé M. aurantiomarginata dans la section Luculentae, caractérisée par des espèces au chapeau humide couleur olive ou jaunâtre, des lamelles de couleur pâle, olive ou jaunâtre, un bord orange vif, un stipe marron à gris et des cystides échinulées.
En 2010, M. aurantiomarginata fut inclus dans une étude moléculaire ayant pour objectif de clarifier les relations phylogénétiques entre les espèces d'Europe du Nord de la section Calodontes : le résultat révéla des similitudes dans l'ADN ribosomique (plus spécifiquement des séquences communes dans la sous-unité ribosomique 60S) permettant de déduire que l'espèce est proche génétiquement de M. crocata et M. leaiana. Cette conclusion est corroborée par une étude antérieure utilisant l'analyse moléculaire qui démontrait que plusieurs espèces du genre Mycena pouvaient être les partenaires de mycorhyze de l'orchidée Gastrodia confusa.

### Étymologie
Le nom botanique Mycena vient du grec ancien μύκης signifiant « champignon ». L'épithète aurantiomarginata vient du latin et fait référence au bord orange des lames (aurantius : « orange » et marginata : « bordé »). En anglais, le champignon est connu comme le « golden-edge bonnet » (qu'on peut traduire approximativement par « chapeau au bord doré »), et en français comme la Mycène élégante ou Mycène à arêtes orangées.

## Description

### Caractères macroscopiques

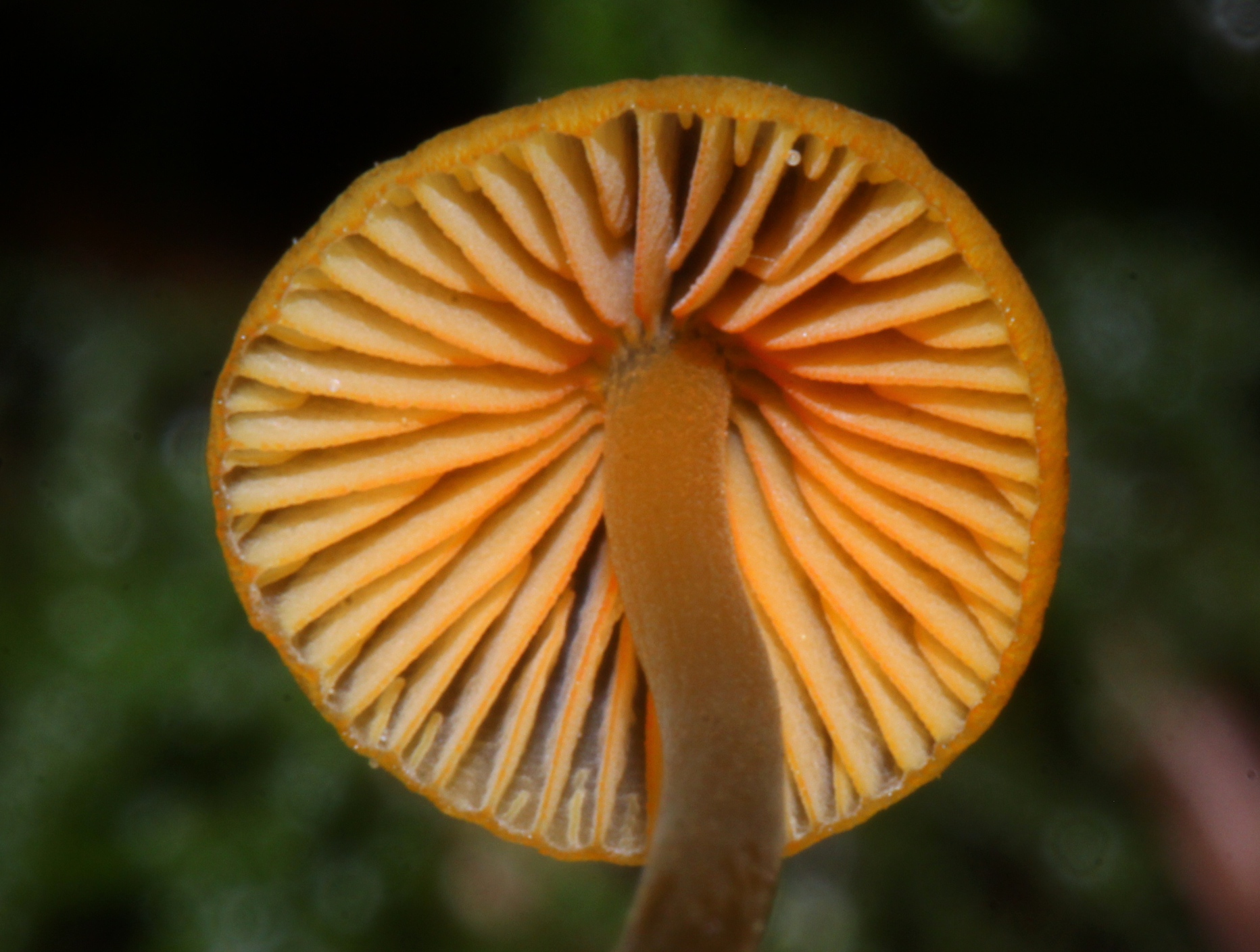
Vue sur les lamelles.

Le chapeau du champignon, toujours humide, peut revêtir une forme obtusément conique ou de cloche, mais il s'aplanit et pâlit toujours avec l'âge. Son diamètre est généralement de 0,8  à   2 cm et sa couleur variable, allant d'olive foncé à olive jaunâtre au centre (le bord est quant à lui plus vif et orange),. En 1947, Alexander H. Smith écrivait que le champignon n'était pas hygrophane, mais un spécialiste du genre Mycena, Arne Aronsen, ainsi que d'autres sources récentes le contredisent à ce propos,,. Les jeunes spécimens sont couverts d'une légère poudre blanchâtre qui disparaît rapidement ; sur la surface laissée lisse se forment ensuite des rainures radiales en relief. La chair est très fine, avec un maximum de 1 mm d'épaisseur au centre, et très flexible.
Les lamelles, de couleur pâle variant du gris à l'olive mais orange sur les bords, sont adnées (liées sur leur largeur) et décurrentes (leur insertion se prolonge sur le pied) ; à proximité du stipe, elles se courbent vers le haut puis de nouveau légèrement vers le bas (forme de l'hyménium adnée légèrement sinuée),,. Smith a remarqué que la couleur du bord pouvait se propager sur les faces des lamelles sur certains spécimens, ce parce que le pigment, plutôt que d'être incrusté dans les parois de la cystide, se trouve dans le cytosol et est ainsi plus facilement diffusible. Elles sont resserrées mais s'éloignent les unes des autres avec l'âge ; on en compte entre 16 et 26 qui atteignent le stipe mais le champignon en compte trois fois plus, agencées en deux niveaux supplémentaires de lamellules (lamelles plus courtes que le rayon du chapeau).
Le stipe, parfaitement cylindrique et légèrement plus épais à la base, est creux, rigide mais flexible, et mesure entre 3  et   6 cm de hauteur pour 1  à   2 mm d'épaisseur,. Il est lisse, à l'exception d'une poudre orangée qui le recouvre au sommet et de poils orange et durs à sa base, et présente une couleur marron ou gris olive parfois entachée d'orange.
Smith écrit que l'odeur et le goût de sa chair ne sont pas distinctifs, voire absents, tandis qu'Aronsen décrit l'odeur comme « très évidente, douce, fruitée, à rapprocher généralement d'une senteur de farine ou, plus discrète, d'anis. »
Comme pour la plupart des espèces du genre Mycena, la comestibilité de M. aurantiomarginata est inconnue.

### Caractères microscopiques

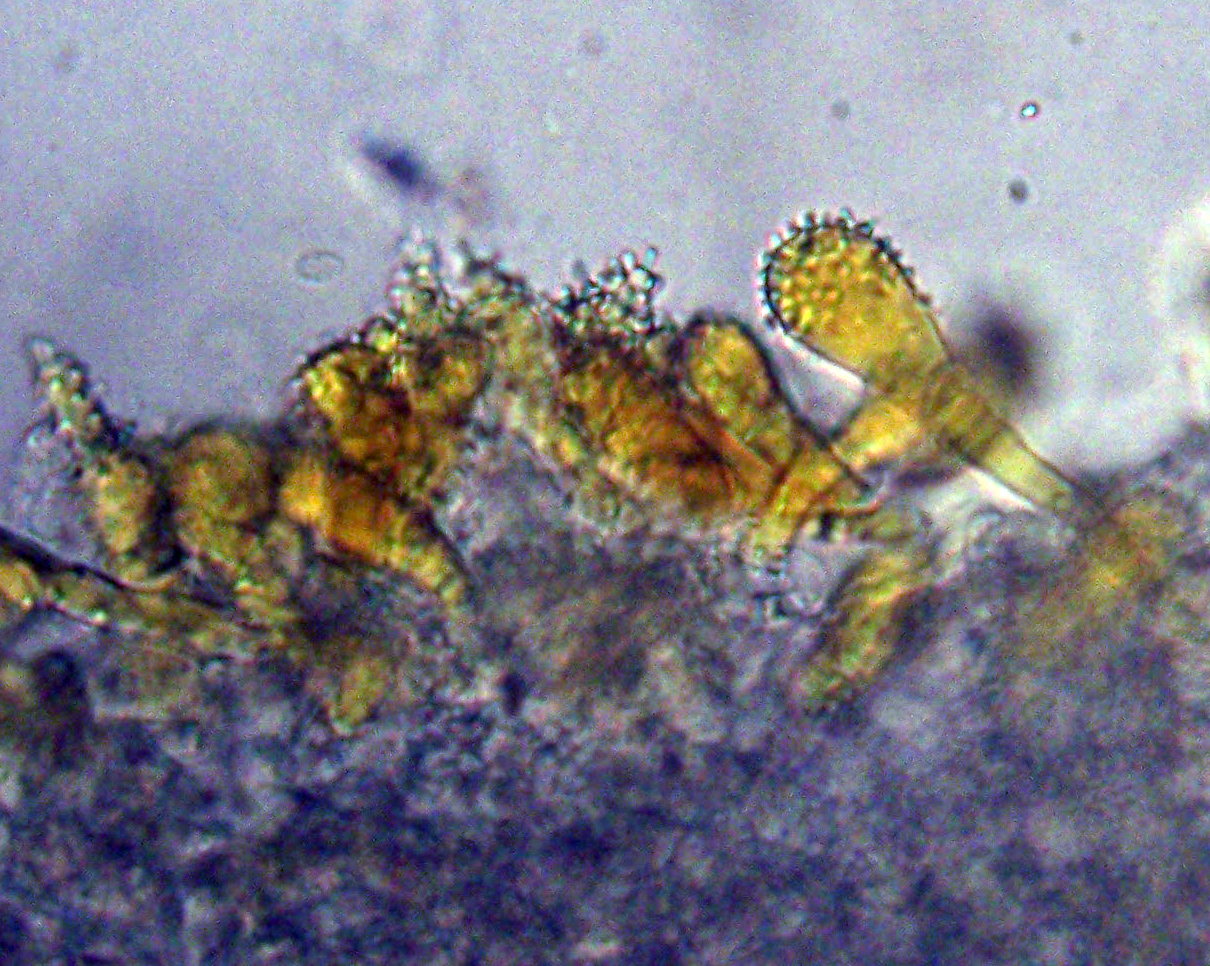
Vue microscopique des cystides.

Les spores sont lisses, elliptiques et amyloïdes, et mesurent entre 7  et   9 μm de longueur pour 4  à   5 μm de largeur. Les basides, qui font entre 25  et   32 μm de longueur pour 5,5  à   7 μm de largeur, sont clavées et contiennent quatre spores . Pleurocystides et cheilocystides (respectivement des cystides sur l'arête et la face des lamelles) sont abondantes et similaires en morphologie : mesurant de 28  à   36 μm de longueur pour 7  à   12 μm de largeur, de forme clavée et terminées par une « tête » échinulée,, remplies d'un pigment orange vif. La chair du chapeau est couverte d'une cuticule sur laquelle on trouve d'autres cystides éparses, similaires à celles visibles sur les lamelles ; directement sous cette cuticule s'étend une couche de larges cellules abritant des hyphes. Au sein des hyphes, on peut remarquer des anses d'anastomose.
En culture microbiologique dans une boîte de Petri, les colonies de mycélium sont blanches et inodores et forment généralement au centre un dense réseau d'hyphes aériennes qui se développent au-dessus de la surface et vers le haut. Elles forment des dépôts de cristaux amorphes lorsqu'elles entrent en contact avec un autre mycélium, surtout lorsqu'une éventuelle incompatibilité empêche la multiplication végétative et détruit les deux réseaux d'hyphes par lyse.
Le champignon utilise un système de reproduction tétrapolaire : les gènes régulent la compatibilité sexuelle en deux différents endroits des chromosomes. Ce système empêche l’auto-fertilisation et permet une grande diversité génotypique.

### Espèces similaires
Le champignon est le plus souvent reconnaissable par la couleur de son chapeau, ses lamelles orange brillant, et les poils jaunâtres à la base de son pied.
M. elegans lui est similaire en apparence, au point que les deux espèces furent parfois considérées comme des synonymes. Néanmoins, ce dernier est plus grand (avec un chapeau de 3,5 cm de diamètre et un stipe de 12 cm pour les dimensions maximales), plus sombre, et présente des nuances vertes ou jaunâtres sur le bord des lamelles ; enfin, le stipe se tâche en marron-rouge terne avec l'âge.
Une autre espèce proche génétiquement est M. leaiana qu'on distingue toutefois aisément par la couleur orange vif de tout le sporophore.
Enfin, M. strobilinoides lui ressemble en forme, taille, morphologie des spores et par les poils à la base du stipe ; ses différences avec lui sont la couleur du chapeau, qui va du jaune à l'écarlate, et les nuances écarlates des lamelles qui sont par ailleurs très espacées et présentent une couleur orange rosâtre ou jaune.

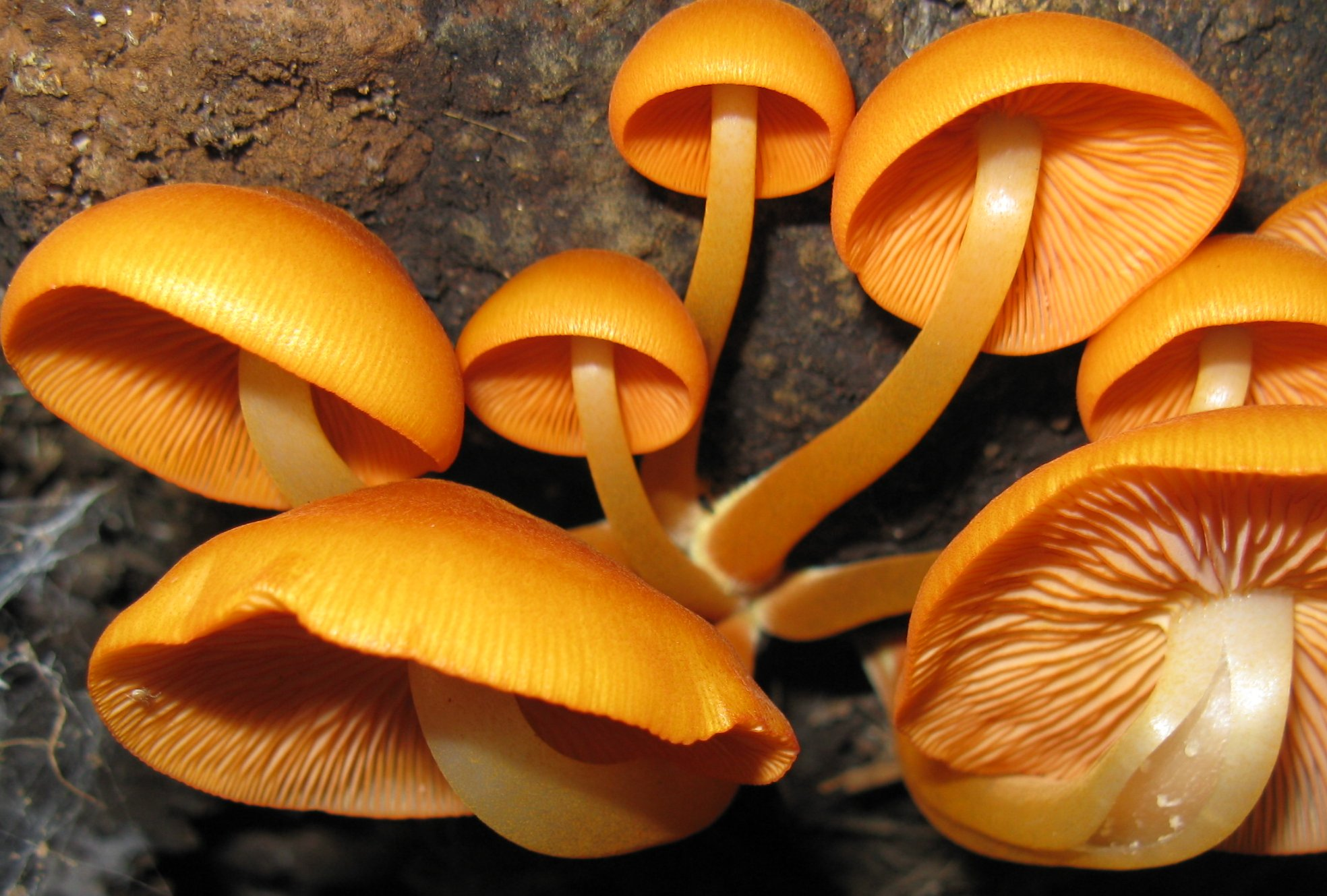
Touffe de M. leaiana.
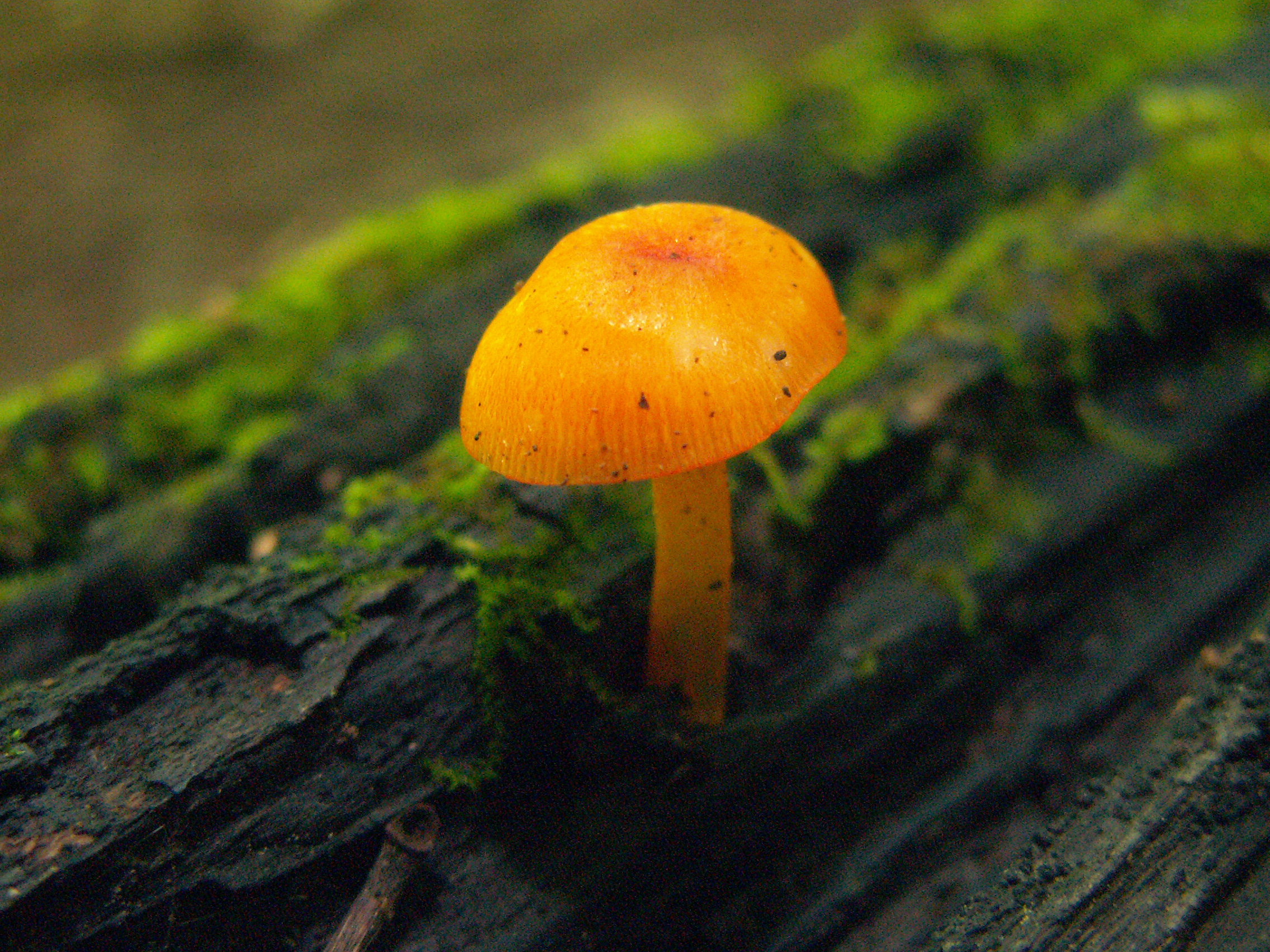
Spécimen isolé de M. leaiana.
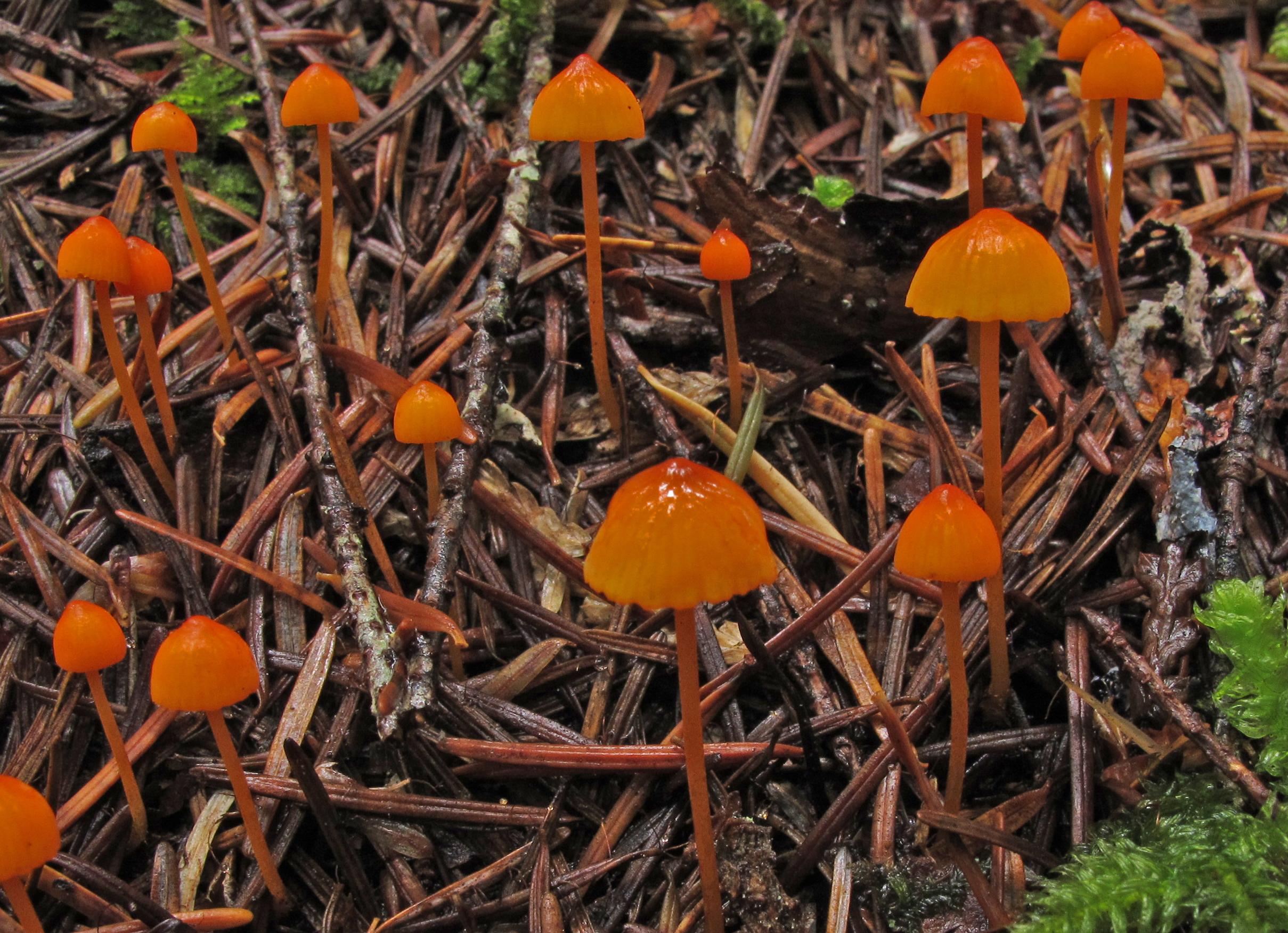
Groupe de M. strobilinoides.

## Habitat et distribution
M. aurantiomarginata est une espèce saprophyte qui dérive ses nutriments de la couche holorganique et en particulier des tapis d'aiguilles ; les sporophores poussent espacés, en groupes ou encore en touffes au pied de conifères (le plus souvent l'épicéa et le sapin) et généralement sur de la mousse. Plus occasionnellement, on le trouve aussi près d'arbres à feuilles caduques. Il pousse jusque tard dans l'année, de l'été à la fin de l'automne.

Distribution approximative de Mycena aurentiomarginata (cliquer pour agrandir). Le champignon a été rapporté plusieurs fois dans les États et les pays en vert mais la carte n'en est pas un gage de précision. Les zones plus foncées désignent de fortes densités, et les cercles les découvertes uniques qui ne permettent pas de dire s'il est présent sur tout le territoire.

Le champignon se rencontre dans tout l'hémisphère Nord de façon hétérogène et très variable en densité.
En Amérique du Nord, on l'a trouvé en Californie, dans l'État de Washington, en Oregon et en Colombie-Britannique, le plus souvent près de la côte. En Amérique centrale, il n'a été découvert qu'une fois, au sommet du Cerro de la Muerte dans la cordillère de Talamanca au Costa Rica ; les spécimens poussaient sur la litière d'un Comarostaphylis arbutoides (une Éricacée).
En Europe, l'espèce est largement répandue, avec la plus grande densité mondiale au Danemark et dans le Sud de la Suède, mais il est aussi attesté en Finlande, en Norvège, en Europe centrale et occidentale (Espagne, Allemagne, Estonie, France et Royaume-Uni entre autres).
Plus particulièrement, il a été attesté en France dans le Loiret, en Haute-Saône et dans les Alpes-Maritimes, mais il est probablement répandu sur l'intégralité du territoire à différents degrés de densité,. Il est commun au Royaume-Uni, sauf en Irlande où il est plutôt rare.
Rapporté en Afrique du Nord, il a aussi été trouvé à Hokkaidō, en 2010, sur une litière de Picea glehnii.
Sa présence dans l'hémisphère Sud n'a été enregistrée qu'une seule fois : en Nouvelle-Zélande, en 2006.

## Caractéristiques bioactives

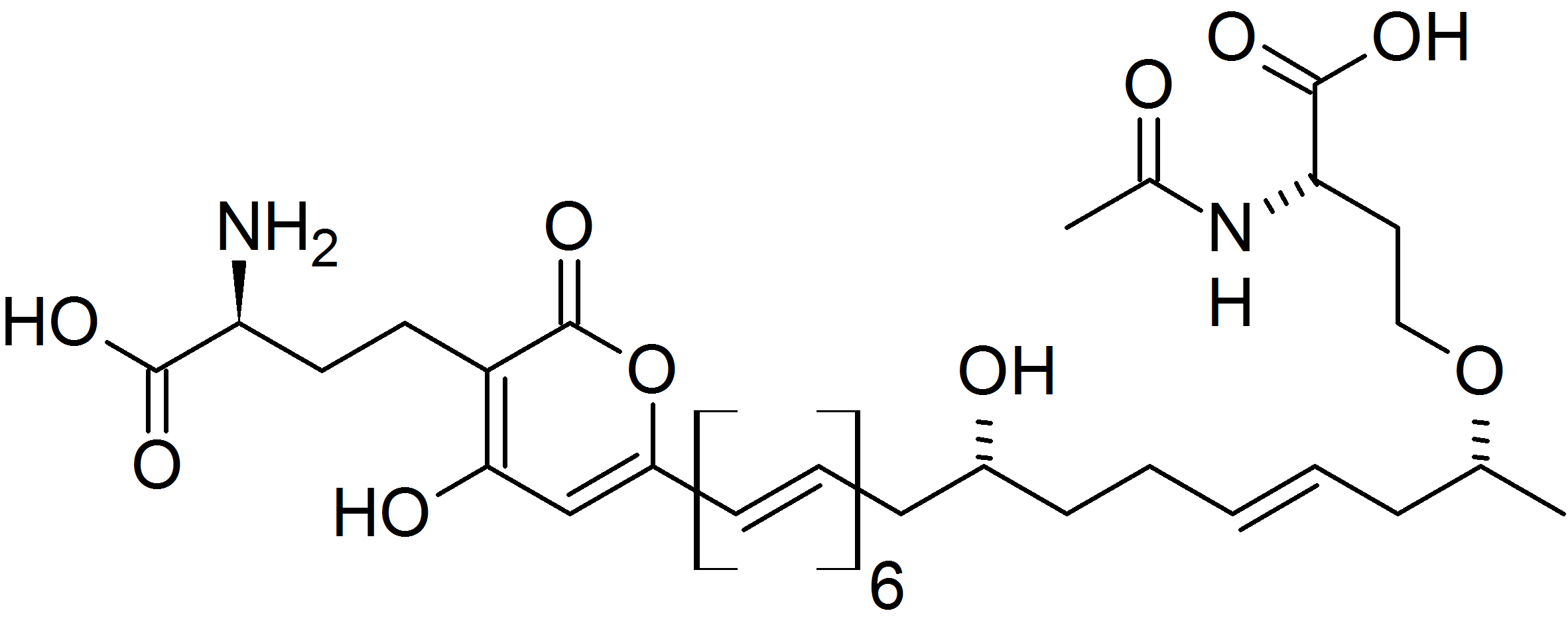
Structure moléculaire de la « mycenaaurin A ».

En 2010, un pigment a été isolé du sporophore ; attesté comme inconnu par les scientifiques Robert Jaeger et Peter Spiteller dans le Journal of Natural Products, il a été nommé « mycenaaurin A » en anglais. Il s'agit d'un composé polyène consistant en un 13-cétide, c'est-à-dire un pont de treize méthylènes adjacents, et de groupes fonctionnels carbonylés avec un groupement d'acides aminés à chaque extrémité de la molécule (les auteurs ont extrapolé de ces groupes aminés qu'ils devaient être des dérivés biosynthétiques de la S-Adénosylméthionine). Le composé lui-même contient une alpha-pyrone, un hexaène conjugué et un seul groupe alcènique, et semble jouer un rôle défensif puisqu'une activité antimicrobienne a été notée contre la bactérie Gram positive Bacillus pumilus. Le pigment n'est présent que dans les sporophores et non dans le mycélium, comme le suggère son caractère incolore.
Une étude antérieure sur l'activité antimicrobienne de M. aurantiomarginata a démontré une capacité à limiter la croissance de Candida albicans et Aspergillus fumigatus (les applications médicales en sont néanmoins encore à découvrir).